# Strigoplus
Strigoplus là một chi nhện trong họ Thomisidae.